# Ari Ne'eman
Ari Ne'eman (prononcé ne-eh-man), né le 10 décembre 1987, est un militant américain du mouvement pour les droits des personnes autistes qui a cofondé l'Autistic Self Advocacy Network en 2006. Le 16 décembre 2009, le président des États-Unis, Barack Obama, a annoncé que Ari Ne'eman serait nommé au Conseil National sur le Handicap. Ne'eman a été confirmé à l'unanimité par le Sénat des États-Unis pour siéger au Conseil le 22 juin 2010. Il a présidé le Council's Policy & Program Evaluation Committee. Ne'eman a un diagnostic de syndrome d'Asperger, ce qui fait de lui le premier autiste à siéger au conseil. En 2015, Ne'eman a été retiré du Conseil National sur le Handicap.